# マイケル・マコノヒー
マイケル・マコノヒー（Michael McConnohie、1951年7月23日 - ） は、アメリカ合衆国の男性声優、俳優、音響監督。オハイオ州マンスフィールド出身。ネバダ州ラスベガスに本拠地を置く音響製作会社ボックスワークズ代表。映画俳優組合・テレビラジオ芸能人連盟、俳優労働組合会員。
別名はマイケル・マコナヒー (Michael McConnahie)、マイク・マコノヒー (Mike McConnohie)、ジェレミー・プラット (Jeremy Platt)。

## 出演作品

### テレビアニメ
1985年
- Captain Harlock and the Queen of a Thousand Years（キャプテンハーロック）
- The 13 Ghosts of Scooby-Doo（ミラーデーモン）
- 戦え!超ロボット生命体トランスフォーマー（アダムス、トラックス、ジム、他）※マイク・マコノヒー名義
- ロボテック（ロルフ・エマーソン）

1986年
- 戦え!超ロボット生命体トランスフォーマー2010（アダムス）※マイク・マコノヒー名義
- 地上最強のエキスパートチーム G.I.ジョー（クロス・カントリー）

1987年
- アニメ ゴーストバスターズ（スティーブ）
- Visionaries: Knights of the Magical Light（エクタール、ルクソール）

1989年
- ふしぎな島のフローネ（エルンスト・ロビンソン）
- ドラゴンボール（ナレーター）
- The Return of Dogtanian（ナレーター）※マイク・マコノヒー名義

1992年
- ふしぎの海のナディア

1994年
- Jin Jin and the Panda Patrol

1995年
- 宇宙の騎士テッカマンブレード（ノアル）
- 昆虫物語 みなしごハッチ

1996年
- Bureau of Alien Detectors（ベン・パッカー）

1998年
- インスペクター・マウス（インスペクター・マウス）
- ワルター・メロン（スニーロ（初代））

2000年
- トライガン（ブラッド）

2001年
- 怪盗セイント・テール（海堂）
- THE ビッグオー（シュバルツバルド/マイクル・ゼーバッハ）
- デジモンテイマーズ（チンロンモン、セピックモン）
- トランスフォーマー・ロボッツ・イン・ディスガイズ（ホットショット、アイアンハイド）
- 吸血姫美夕（父親）
- 女神候補生（校長）
- るろうに剣心 -明治剣客浪漫譚-（悠久山安慈、柏崎念至）

2002年
- X - エックス -（桃生鏡護）
- 風まかせ月影蘭（父）
- コスモウォーリアー零（ゼス・ヴォーダー）
- デジモンフロンティア（ベーダモン）
- バビル2世（古見泰造）
- ヴァンドレッド（じっちゃん）
- ヴァンドレッド the second stage（男）
- るろうに剣心 -明治剣客浪漫譚-（真田忍軍）

2003年
- アルジェントソーマ（ウィルソン准将）
- 頭文字D（立花祐一）※TOKYOPOP版
- Witch Hunter ROBIN（ニュースレポーター）
- おねがいティーチャー（江田島みのる）
- 灰羽連盟（話師）
- サイボーグ009 THE CYBORG SOLDIER（フィンドル教授）
- THE ビッグオー second season（シュバルツバルド、マイクル・ゼーバッハ）
- ジーンシャフト（ジョー）
- 人造人間キカイダー THE ANIMATION（ゴールデンバット）
- スクライド（運慶）
- 爆闘宣言ダイガンダー（タイガマル、ドラゴフリーザ）
- フィギュア17 つばさ&ヒカル（茨城六郎）
- 炎の蜃気楼（黄夜鳥）
- まほろまてぃっく（近衛優一郎）
- まほろまてぃっく〜もっと美しいもの〜（近衛優一郎）
- LAST EXILE（レースアナウンサー）
- 陸上防衛隊まおちゃん（鬼瓦陸士郎）
- ワイルドアームズ トワイライトヴェノム（ダーバン）

2004年
- R.O.D -THE TV-（ニュースキャスター）
- 一騎当千（ナレーター、華雄）
- 宇宙のステルヴィア（片瀬海人）
- 旋風の用心棒（金原）
- GAD GUARD（ラリー・J・ハーモニー）
- ガングレイヴ（ビッグダディ）
- 京極夏彦 巷説百物語（長耳）
- 攻殻機動隊 STAND ALONE COMPLEX（竹川）
- 時空冒険記ゼントリックス（クオンタム、ダークジェネラル、ジャラド）
- 十二国記（月渓）
- 真月譚 月姫（遠野槙久、医者、アナウンサー）
- SPACE PIRATE CAPTAIN HERLOCK（ドクターハッサン）
- TEXHNOLYZE（木俣元治、伊崎隆一）
- 天地無用! GXP（九羅密美潤、雨音の父、長老）
- BURN-UP SCRAMBLE（レポーター、男、TVコマーシャルの声）
- 魔装機神サイバスター（シュウ・ゾルダーク）
- ママレード・ボーイ（三輪由充）
- 妄想代理人（猪狩慶一）
- RAVE（ランス）

2005年
- アバター 伝説の少年アン
- 頭文字D Second Stage（立花祐一）※TOKYOPOP版
- ウルトラマニアック（仁菜の祖父）
- OVERMANキングゲイナー（ヤッサバ・ジン）
- お伽草子（源満仲）
- 絢爛舞踏祭 ザ・マーズ・デイブレイク（オペレーター）
- 金色のガッシュベル!!（リィエンの父親）
- サムライチャンプルー（のこぎり万蔵）
- スクラップド・プリンセス（アレックス）
- 蒼穹のファフナー（皆城公蔵）
- 高橋留美子劇場（伊達）
- 高橋留美子劇場 人魚の森（鱗の父）
- DearS（校長）
- Di Gi Charat
- 光と水のダフネ（老店主、トーマス、中村康夫、看守B）
- プラネテス（ドルフ・アザリア）
- 忘却の旋律（市長）
- ボボボーボ・ボーボボ（ナレーター、キャプテン石田）

2006年
- Ergo Proxy（フッサール）
- かみちゅ!（教師B）
- ガン×ソード（バロン・メイヤー）
- 交響詩篇エウレカセブン（ユルゲンス）
- 最遊記 RELOAD GUNLOCK（妖怪、村人）
- ジャングルはいつもハレのちグゥ（ジャガー）
- NARUTO -ナルト-（猿猴王・猿魔）
- Fate/stay night（バーサーカー）
- BLEACH（石田竜弦、梅定敏盛、銀彦）
- MÄR-メルヘヴン-（バッボ）

2007年
- 涼宮ハルヒの憂鬱（岡部先生、森村清純）
- 流星のロックマン（五陽田ヘイジ）

2008年
- コードギアス 反逆のルルーシュ（ブリタニア皇帝（シャルル・ジ・ブリタニア））
- コードギアス 反逆のルルーシュR2（ブリタニア皇帝（シャルル・ジ・ブリタニア））
- BLUE DRAGON（ジブラル王）

2009年
- MONSTER（Dr.ボイアー）

2010年
- 結界師（松戸平介）
- 涼宮ハルヒの憂鬱（2009年版）（岡部先生、森村清純、シャミセン（第24話のみ））

2011年
- ウルヴァリン（スクラップ工場の男2）

2013年
- 一騎当千 Great Guardians（ナレーター、士孫瑞）
- TIGER & BUNNY
- ぬらりひょんの孫（隠神刑部狸）

2014年
- 一騎当千 XTREME XECUTOR（ナレーター、士孫瑞）
- 翠星のガルガンティア（フェアロック）
- ソードアート・オンライン Extra Edition（老人〈クラーケン〉）

2015年
- アルドノア・ゼロ（レイレガリア・ヴァース・レイヴァース）
- COPPELION（石川源内）
- シドニアの騎士（斎藤ヒロキ）
- ジョジョの奇妙な冒険（トンペティ、メッシーナ）

2016年
- HUNTER×HUNTER（第2作）（ナレーター、船長）
- ドラゴンボール超（北の界王、ベジータ王）※バングズーム! エンタテイメント英語版

### 劇場アニメ
1989年
- The Adventures of Manxmouse（ナレーター）
- ドラゴンボール 神龍の伝説（ナレーター）
  - ドラゴンボール 摩訶不思議大冒険（ナレーター、桃白白）

1990年
- SF新世紀レンズマン（ヴァン・ヴァン・バスカーク）

1991年
- 北斗の拳（シン）

1992年
- ゴルゴ13（レオナルド・ドーソン）
- ルパン三世 カリオストロの城（カリオストロ伯爵）※ストリームライン版

1994年
- 三国志 第一部・英雄たちの夜明け（張飛翼徳）

1995年
- はだしのゲン（男）

1999年
- 火聖旅団 ダナサイト999.9（キャプテンハーロック、ナレーション）
- 機動戦士ガンダム（ランバ・ラル）
- 機動戦士ガンダムII 哀・戦士編（ランバ・ラル）

2001年
- AKIRA（ゲリラ）※DVD版
- ラーマーヤナ ラーマ王子伝説（ヴィビーシャナ）

2003年
- カードキャプターさくら 封印されたカード（木之本藤隆）
- サクラ大戦 活動写真（花小路頼恒）
- ルパン三世 ルパンVS複製人間（ゴードン）※パイオニア版

2005年
- APPLESEED（ウラノス将軍）
- ママレード・ボーイ

2006年
- イノセンス（公安9課隊員、他）※マンガ・エンターテイメント版

2008年
- ナットのスペースアドベンチャー3D（アナウンサー）
- バイオハザード:ディジェネレーション（CEO）

2010年
- 涼宮ハルヒの消失（岡部先生）

2012年
- バイオハザード ダムネーション（タイラント）
- Fate/stay night[Unlimited Blade Works]（バーサーカー）
- ファースト・スクワッド（ベーロフ少将）
- Little Big Panda（ミスター・テン）

2013年
- A Turtle's Tale 2: Sammy's Great Escape（警備員）
- Jungle Master（ウェルズ博士）

2014年
- ジャングル・シャッフル（ヘルムズ）
- 劇場版 TIGER & BUNNY -The Rising-（ジョニー・ウォン）

### OVA
1986年
- Robotech II: The Sentinels（ロルフ・エマーソン）

1987年
- G.I.ジョー ザ・ムービー（クロス・カントリー）

1992年
- 3×3 EYES（周）
- 吸血鬼ハンターD(D)

1997年
- GATCHAMAN（南部考三郎博士）

1999年
- 機動戦士ガンダム0083 STARDUST MEMORY（アクシズ将官）

2001年
- 機動戦士ガンダム 第08MS小隊（ノリス・パッカード）

2002年
- イース（スラフ）
- X - エックス -（桃生鏡護）

2003年
- ゲートキーパーズ21（教師）
- 低俗霊DAYDREAM（山崎）

2005年
- 頭文字D Extra Stage インパクトブルーの彼方に…（立花祐一）※TOKYOPOP版
- 天地無用! 魎皇鬼 第三期（九羅密美潤、男B）

2006年
- 鴉 -KARAS-（新宿署・署長）
- 天地無用! 魎皇鬼 第三期プラス1（九羅密美潤）

2007年
- テイルズ オブ ファンタジア THE ANIMATION（マルス・ウルドール）

2008年
- HELLSING （殺されるだけの司教、騙されちゃう艦長）

2012年
- HELLSING（傭兵）

### Webアニメ
2007年
- FLAG（SDACチーフ）

2011年
- にょろーん ちゅるやさん（シャミセン）

### ゲーム
1995年
- コブラ II伝説の男（ビガロ、ライト博士）

2000年
- ディアブロ2（ネクロマンサー）

2002年
- ウォークラフト3 Reign of Chaos（ケルスザッド）

2003年
- 真・三國無双3（張遼、黄忠、周泰）
- 真・三國無双3 猛将伝（張遼、黄忠、周泰）
- ゼノサーガ エピソードI［力への意志］（マーグリス）
- 魔界戦記ディスガイア（ゴードン）

2004年
- 真・三國無双3 Empires（張遼、黄忠、周泰）

2005年
- 幻想水滸伝IV（グレン・コット）
- 真・三國無双4（張遼、黄忠、周泰）
- ゼノサーガ エピソードII［善悪の彼岸］（マーグリス）
- ソウルキャリバーIII（アスタロト）

2006年
- 幻想水滸伝V（マルスカール・ゴドウィン、スカルド・イーガン）
- 真・三國無双4 猛将伝（張遼、黄忠、周泰）
- 真・三國無双4 Empires（張遼、黄忠、周泰）
- ゼノサーガ エピソードIII［ツァラトゥストラはかく語りき］（マーグリス）
- テイルズ オブ ジ アビス（ヴァン・グランツ）
- .hack//G.U. Vol.1 再誕（天狼）

2007年
- エウレカセブン TR1:NEW WAVE（キャプテン・ピーター・サヴィル）
- .hack//G.U. Vol.2 君想フ声（天狼）
- .hack//G.U. Vol.3 歩くような速さで（天狼）
- タイムクライシス4（VSSE指揮官）
- 無双OROCHI（張遼、黄忠、周泰）
- ライオットアクト（エージェンシー・ディレクター、ナレーション）

2008年
- モータルコンバットVSDCユニバース（カノウ）
- ワイルドアームズ クロスファイア（ラスニール・カイザ・エレシウス）

2009年
- ストリートファイターIV（セス）

2010年
- 戦国BASARA3（武田信玄）

2011年
- モータルコンバット9（カノウ）

2012年
- バトルシップ（コマンダー・アラン）

2015年
- モータルコンバットX（カノウ）

### 特撮
1995年
- バーチャル戦士トゥルーパーズ（フィドルボットの声）
- パワーレンジャー（ゴークの声）
- マスクド・ライダー（ゴークの声）

1997年
- パワーレンジャー・ターボ（ストライクアウトの声）
- ビートルボーグ・メタリックス（モル・モンスターの声）

1999年
- パワーレンジャー・ロスト・ギャラクシー（モーターマンティスの声）

2000年
- パワーレンジャー・ライトスピード・レスキュー（マンテビルの声）

2002年
- パワーレンジャー・ワイルドフォース（OPナレーション）

### 吹き替え
2001年
- ゼイラム2（神谷（螢雪次朗））

2003年
- VERSUS（探偵）

2005年
- 着信アリ（本宮勇作（石橋蓮司））

2006年
- 魁!! クロマティ高校THE★MOVIE（メカ沢新一（武田真治（声））、ナレーション）

### テレビドラマ
2002年
- The District （マックス・カートライト）

2004年
- Passions（探偵）

### 映画
- 1990年
- ミュータント・タートルズ（マスター・タツの声）

1991年
- ミュータント・タートルズ2（タツの声）

2004年
- フロッグマン（ハントレイ・グライムズ）

2005年
- The Bike Squad（スタン・ジャクソン）

2007年
- キャプティビティ（ラジオ司会者の声）

### オリジナルビデオ
2003年
- 女子高生チェーンソー（バーデン校長）

### その他
2008年
- アドベンチャーズ・イン・ボイス・アクティング（本人出演）

## 参加作品

### テレビアニメ（スタッフ）
1988年
- グリム名作劇場（台本）

1990年
- げらげらブース物語（台本）

1991年
- キャッ党忍伝てやんでえ（台本）
- 森の陽気な小人たちベルフィーとリルビット（台本）

1992年
- 樫の木モック（台本）

1995年
- 宇宙の騎士テッカマンブレード（台本）
- 昆虫物語 みなしごハッチ（台本）

1996年
- ルーニー・テューンズ（日本語版スーパーバイザー）

1997年
- スーパーマン（ポーランド語版キャスティング）

1999年
- デジモンアドベンチャー（台本）

2001年
- トランスフォーマー・ロボッツ・イン・ディスガイズ（アシスタント・ボイスディレクター、台本）

2002年
- コスモウォーリアー零（ADR台本）

2003年
- スクライド（ADR台本）
- ちょびっツ（ADR台本）

2004年
- GAD GUARD（ADR台本）
- 真月譚 月姫（ADR台本）
- 魔装機神サイバスター（ADRディレクター、台本）

2005年
- 絢爛舞踏祭 ザ・マーズ・デイブレイク（ADR台本）

### OVA（スタッフ）
2005年
- 新ゲッターロボ（ADR台本）

### ゲーム（スタッフ）
1992年
- Star Trek: 25th Anniversary Enhanced（音声演出、キャスティング）

1993年
- Star Trek: Judgment Rites（音声演出、キャスティング）

1995年
- Stonekeep（音声演出、キャスティング）

1997年
- Descent to Undermountain（音声演出、キャスティング）

2010年
- 戦国BASARA3（ADR台本）

### 劇場アニメ（スタッフ）
1998年
- プリンス・オブ・エジプト（イタリア語版・フィンランド語版・ポーランド語版・スウェーデン語版・ハンガリー語版・アイスランド語版スーパーバイザー）

1999年
- アンツ（イタリア語版キャスティング、イタリア語版スーパーバイザー）
- プリンス・オブ・エジプト（ヘブライ語版スーパーバイザー）

2000年
- エル・ドラド 黄金の都（ハンガリー語版・フィンランド語版スーパーバイザー）
- 劇場版ポケットモンスター 幻のポケモン ルギア爆誕（ポルトガル語版スーパーバイザー）
- チキンラン（ハンガリー語版キャスティング、フィンランド語版キャスティング）

2001年
- 劇場版ポケットモンスター ミュウツーの逆襲（チェコ語版・ポーランド語版スーパーバイザー）
- 劇場版ポケットモンスター 幻のポケモン ルギア爆誕（トルコ語版スーパーバイザー）
- シュレック（ハンガリー語版・フィンランド語版・スウェーデン語版スーパーバイザー）

2003年
- シンドバッド 7つの海の伝説（フィンランド語版・デンマーク語版スーパーバイザー）

2005年
- シャーク・テイル（チェコ語版スーパーバイザー）
- マダガスカル（台湾語版・ギリシャ語版スーパーバイザー）

### 吹き替え（スタッフ）
1989年
- Hallo Spencer Show（台本）

1996年
- スペース・ジャム（韓国語版スーパーバイザー）

1997年
- スペース・ジャム（日本語版・ポーランド語版スーパーバイザー、ポーランド語版キャスティング）
- ピースメーカー（ブラジル語版スーパーバイザー）
- マウス・ハント（ポーランド語版スーパーバイザー、ポーランド語版スーパーバイザー）

1998年
- ディープ・インパクト（イタリア語版スーパーバイザー、イタリア語版キャスティング）

1999年
- ギャラクシー・クエスト（イタリア語版スーパーバイザー、イタリア語版キャスティング）
- 恋は嵐のように（ドイツ語版スーパーバイザー）

2000年
- アメリカン・ビューティー（ドイツ語版キャスティング、イタリア語版キャスティング）
- ロード・トリップ（ドイツ語版スーパーバイザー）

2005年
- スカイハイ 劇場版（ADR台本）